# دیر پارک (مریلند)
دیر پارک (به انگلیسی: Deer Park) شهری در ایالت مریلند کشور ایالات متحده آمریکا است که جمعیت آن در سرشماری سال ۲۰۱۰ میلادی، ۳۹۹ نفر بوده‌است.